# Hendrik I van Haïti
Henri Christophe (Grenada, 9 oktober 1767 - Cap-Haïtien, 8 oktober 1820) was van 1807 tot 1811 president en daarna tot 1820 als Hendrik I koning (volgens andere bronnen keizer) van het noorden van het koninkrijk Haïti.
Hij arriveerde als tiener op Haïti en vocht in 1778 als vrijwilliger mee in de Amerikaanse Onafhankelijkheidsoorlog. Nadat in 1806 door toedoen van Christophe en Alexandre Pétion keizer Jacobus I was vermoord splitsten de Haïtianen zich in twee kampen: de zwarten onder Christophe vestigden zich in het noorden (de Staat Haïti) en de mulatten onder Pétion in het zuiden (Republiek Haïti). Tussen deze twee staten in liet men een strook niemandsland als natuurlijk buffer verwilderen.
In 1811 proclameerde hij zijn land tot erfelijke monarchie met zichzelf onder de naam Hendrik I als koning. Hij trachtte zijn staat - op voor Europeanen uit die tijd komische wijze - naar het model van de Europese monarchieën in te richten. Ondanks zijn moeite om het onderwijs te verbeteren en een wetssysteem - de Code Henri - in te voeren was hij een weinig populair autocratisch monarch die constant in conflict was met het zuiden. Door zijn als feodaal beschouwde beleid vervreemdden zijn onderdanen zich steeds meer van hem. Toen hij in 1820 door een beroerte half verlamd raakte en er een opstand uitbrak schoot hij zich een zilveren kogel door het hoofd. Zijn vrouw en kinderen overleefden hem.
In zijn opdracht werden het paleis Sans-Souci en de Citadel Laferrière gebouwd. In de citadel ligt hij begraven. Zijn volgelingen balsemden zijn lichaam met ongebluste kalk, en begroeven het in een van de binnenste delen van het fort. Dit om te voorkomen dat men zijn lichaam zou verminken.

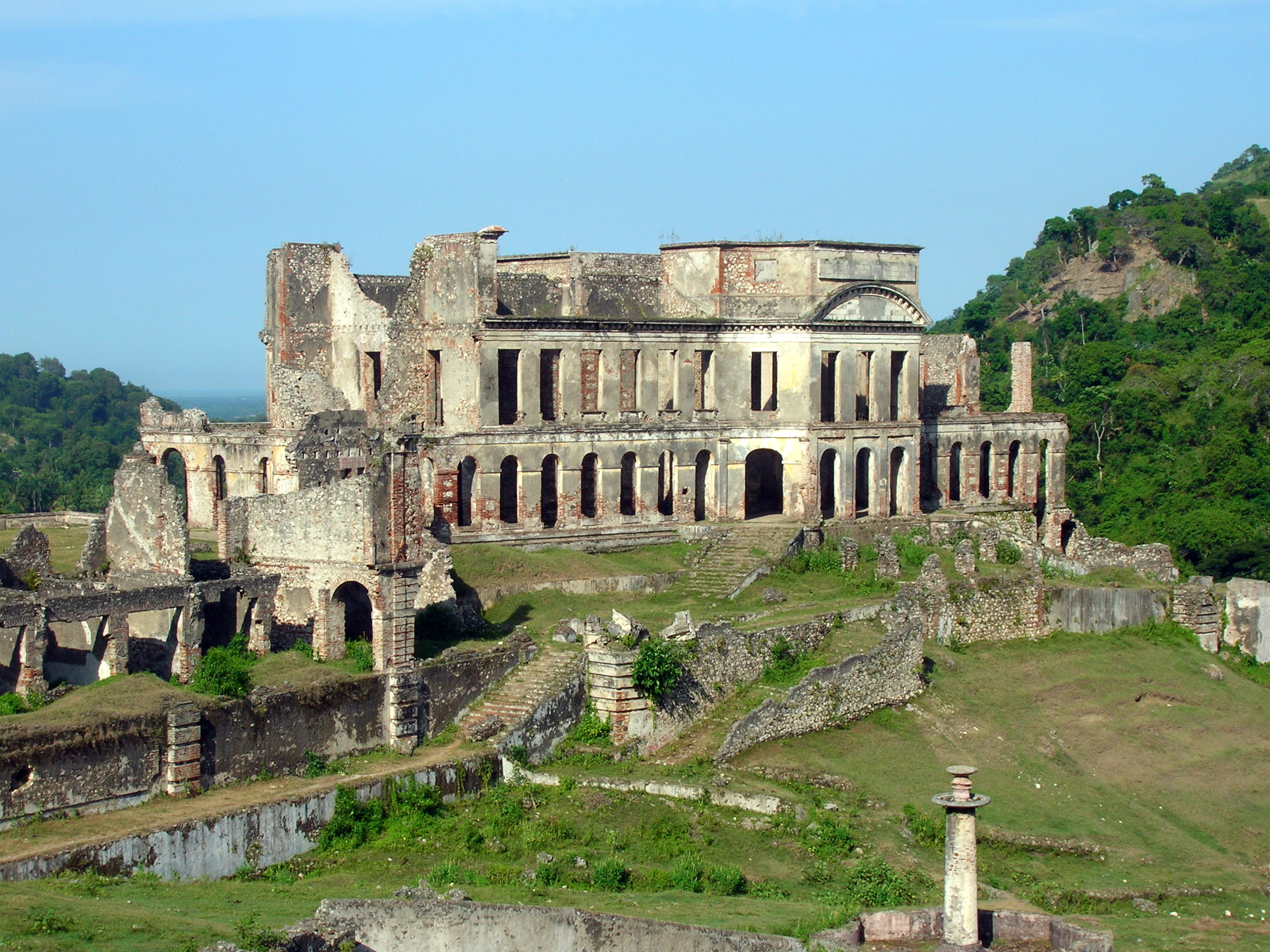
Ruïnes van het paleis Sans-Souci
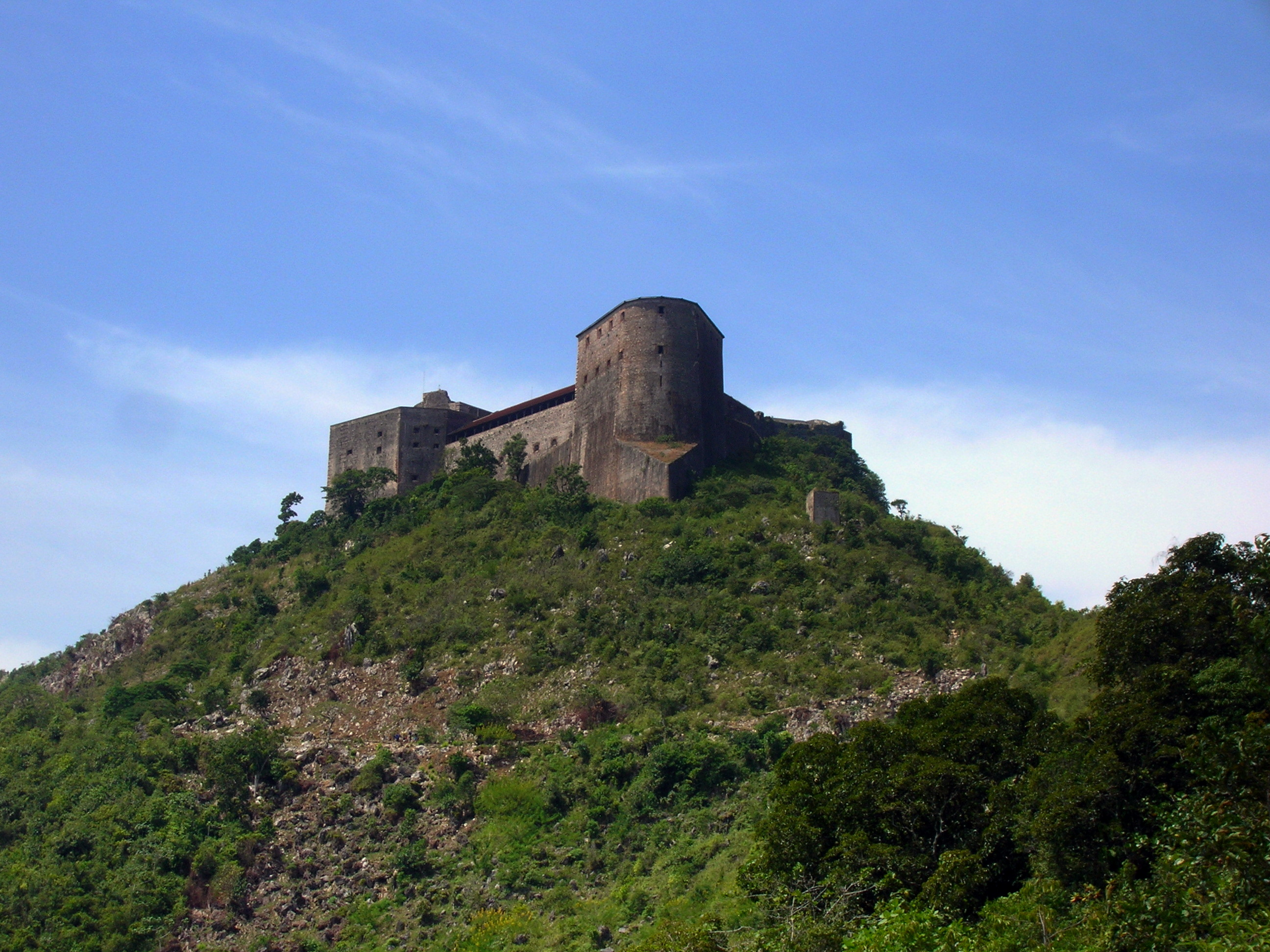
Citadel Laferrière